# Histoire des Juifs dans l’Empire romain
L'histoire des Juifs dans l'Empire romain retrace l'interaction des Juifs et des Romains pendant la période de l'Empire romain (27 av. J.C. - 476). Leurs cultures ont commencé à se chevaucher au cours des siècles précédant l'ère chrétienne. Beaucoup de Juifs ont migré vers Rome et l'Europe romaine depuis la Terre d'Israël, l'Asie Mineure, Babylone et Alexandrie en réaction aux difficultés économiques et à la guerre incessante sur la terre d'Israël entre les empires ptolémaïque et séleucide. À Rome, les communautés juives jouissaient de privilèges et prospéraient économiquement, devenant une partie importante de la population de l'Empire (peut-être jusqu'à dix pour cent). 
Le général romain Pompée lors de sa campagne au Proche-Orient a établi la province romaine de Syrie en 64 avant notre ère et l'année suivante, il a conquis Jérusalem en 63 av. J.-C. Jules César, quant à lui, a conquis Alexandrie, en 47 av. J.-C. et a battu Pompée en 45 av. J.-C. Sous Jules César, le judaïsme était officiellement reconnu comme une religion légale, une politique suivie par le premier empereur romain, Auguste. La dynastie hasmonéenne au pouvoir a été déposée par les Romains après que le Sénat romain a déclaré Hérode le Grand « Roi des Juifs » en 40 av. J.-C., la province romaine d'Égypte a été établie, en 30 av. J.-C. La Judée proprement dite, la Samarie et l'Idumée (Édom biblique) sont devenues la province romaine de Iudaea en 6 apr. J.-C. Les tensions judéo-romaines ont entraîné plusieurs guerres  entre 66 et 135, qui ont amené la destruction de Jérusalem et du Second Temple puis l'institution de la taxe juive en 70 ainsi que la décision d'Hadrien de créer une nouvelle colonie romaine nommée Ælia Capitolina en 130 en lieu et place de Jérusalem.
À cette époque, le christianisme s'est développé à partir du judaïsme du Second Temple. En 313, Constantin et Licinius publièrent l'édit de Milan reconnaissant officiellement le christianisme comme religion légale. Constantin le Grand a déplacé la capitale romaine de Rome à Constantinople (« Nouvelle Rome ») en 330, parfois considéré comme le début de l'Empire byzantin, et avec l'édit de Thessalonique en 380, le christianisme est devenu l'Église d'État de l'Empire romain. Les empereurs chrétiens ont persécuté leurs sujets juifs et restreint leurs droits.

## Les Juifs à Rome

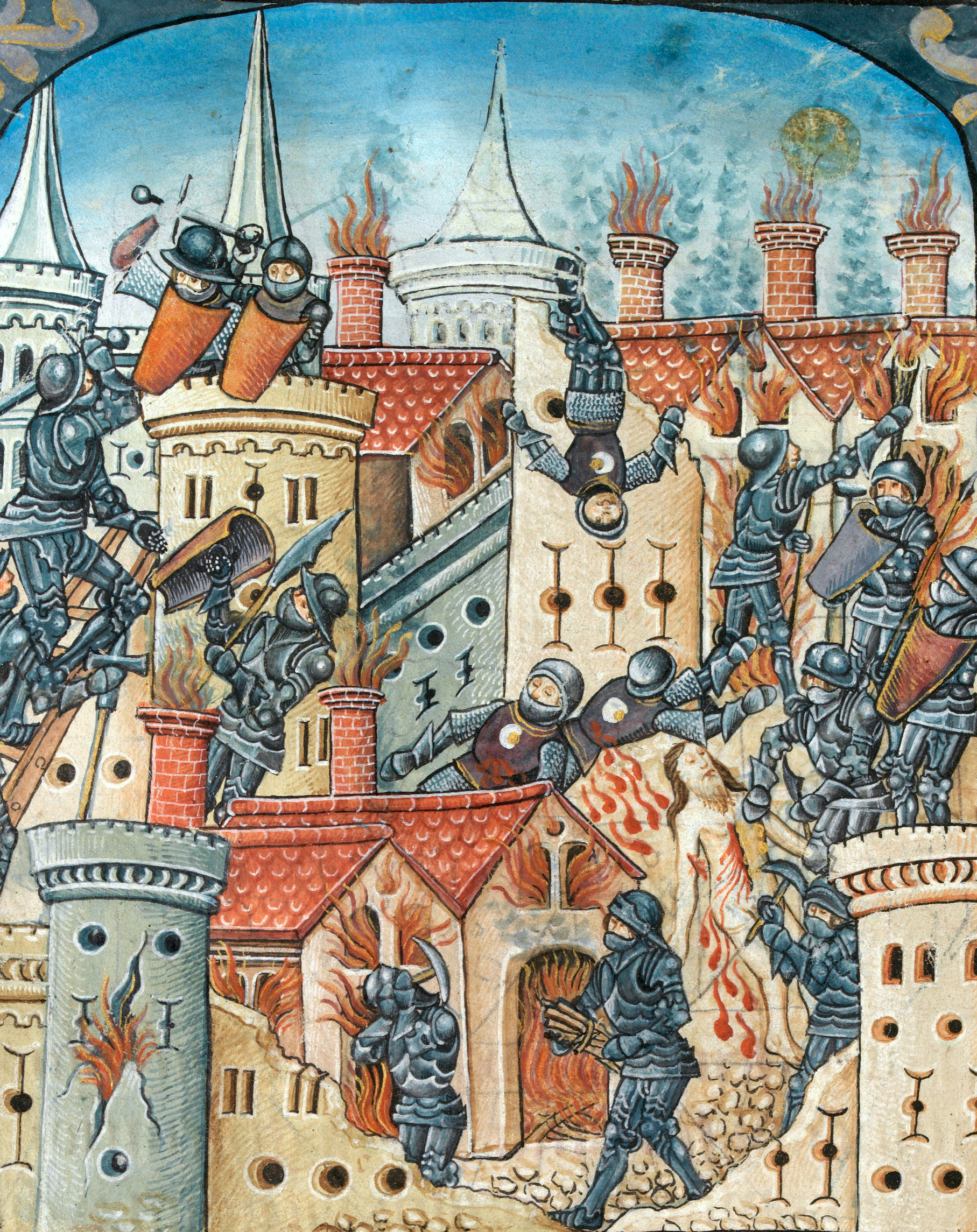
Siège et destruction de Jérusalem par les Romains. Peint c.1504.

Selon l'article de l'Encyclopédie juive sur Rome : 
« Les Juifs vivent à Rome depuis plus de 2000 ans, plus longtemps que dans toute autre ville européenne. Ils y sont arrivés initialement depuis Alexandrie, attirés par les rapports commerciaux animés entre ces deux villes. Ils peuvent même avoir établi une communauté à Rome dès le IIe siècle av. J.-C., car en l’an 139 av. J.-C. le prêteur Hispanus a publié un décret expulsant tous les Juifs qui n’étaient pas des citoyens italiens. »
L'Encyclopedia Judaica relie les deux guerres civiles qui ont fait rage au cours des dernières décennies du Ier siècle av. J.-C.: une en Judée entre les deux frères hasmonéens Hyrcan II et Aristobule II et une en république romaine entre Jules César et Pompée, et décrit l'évolution de la population juive à Rome : 
«... La communauté juive de Rome s’est développée très rapidement. Les Juifs qui furent emmenés à Rome en tant que prisonniers furent, soit rachetés par leurs coreligionnaires, soit libérés par leurs maîtres romains, qui trouvèrent leur coutume particulière odieuse. Ils se sont installés comme commerçants sur la rive droite du Tibre où ils ont donné naissance au quartier juif de Rome. »
Avant même que Rome n'annexe la Judée en tant que province, les Romains avaient interagi avec les Juifs de la diaspora installés à Rome pendant un siècle et demi. De nombreuses villes des provinces romaines de la Méditerranée orientale avaient de très grandes communautés juives, dispersées à partir du VIe siècle av. J.-C.. 
L'implication de Rome en Méditerranée orientale remonte à 63 av. J.-C., après la fin de la troisième guerre mithridatique, lorsque Rome fait de la Syrie une province. Après la défaite de Mithridate VI du Pont, le proconsul Pompée le Grand reste pour sécuriser la zone et visite le Temple de Jérusalem. L'ancien roi Hyrcan II est confirmé comme ethnarque des Juifs par Jules César en 48 av. J.-C.. En 37 av. J.-C., le royaume hérodien est établi comme un royaume client romain et en 6, il est devenu une province de l'Empire romain, la Judée. 
Dans les villes grecques de l'est de l'Empire romain, des tensions ont souvent existé entre les populations grecque et juive. L'auteur juif Flavius Josèphe vers 90, cite des décrets de Jules Cesar, Marc Antoine, Auguste et Claude, accordant aux communautés juives un certain nombre de droits. Il s'agit principalement du droit d'être exempté des rituels religieux comme le culte dû à l'Empereur et la permission « de suivre leurs lois, coutumes et religion ancestrales ». Les Juifs sont également exemptés du service militaire et de la fourniture de troupes aux armées romaines. Contrairement à ce que Josèphe veut faire croire à ses lecteurs, les Juifs n'avaient pas le statut de religio licita (religion autorisée) car ce statut n'existait pas dans l'Empire romain, et tous les décrets romains concernant les Juifs n'étaient pas positifs. Au lieu de cela, le règlement[Lequel ?] a été établi en réponse à des demandes individuelles à l'empereur. Les décrets ont été promulgués par Josèphe « comme des instruments d'une lutte politique permanente pour le statut ». 
En raison de leur point de vue unilatéral, l'authenticité des décrets a été remise en question à plusieurs reprises, mais ils sont maintenant considérés comme largement authentiques,,,. Pourtant, Josèphe n'a donné qu'un côté de l'histoire en omettant les décisions négatives et en prétendant que ces décisions étaient universelles. De cette façon, il a réalisé un message idéologique montrant que les Romains permettaient aux Juifs de mener leurs propres coutumes et rituels ; les Juifs étaient protégés dans le passé et étaient toujours protégés par ces décisions à son époque. 
La crise financière sous Caligula (37 à 41) a été présentée comme la « première rupture ouverte entre Rome et les Juifs », même si des problèmes étaient déjà évidents lors du recensement de Quirinius en 6 et sous Sejanus (avant 31). 

## Guerres judéo-romaines

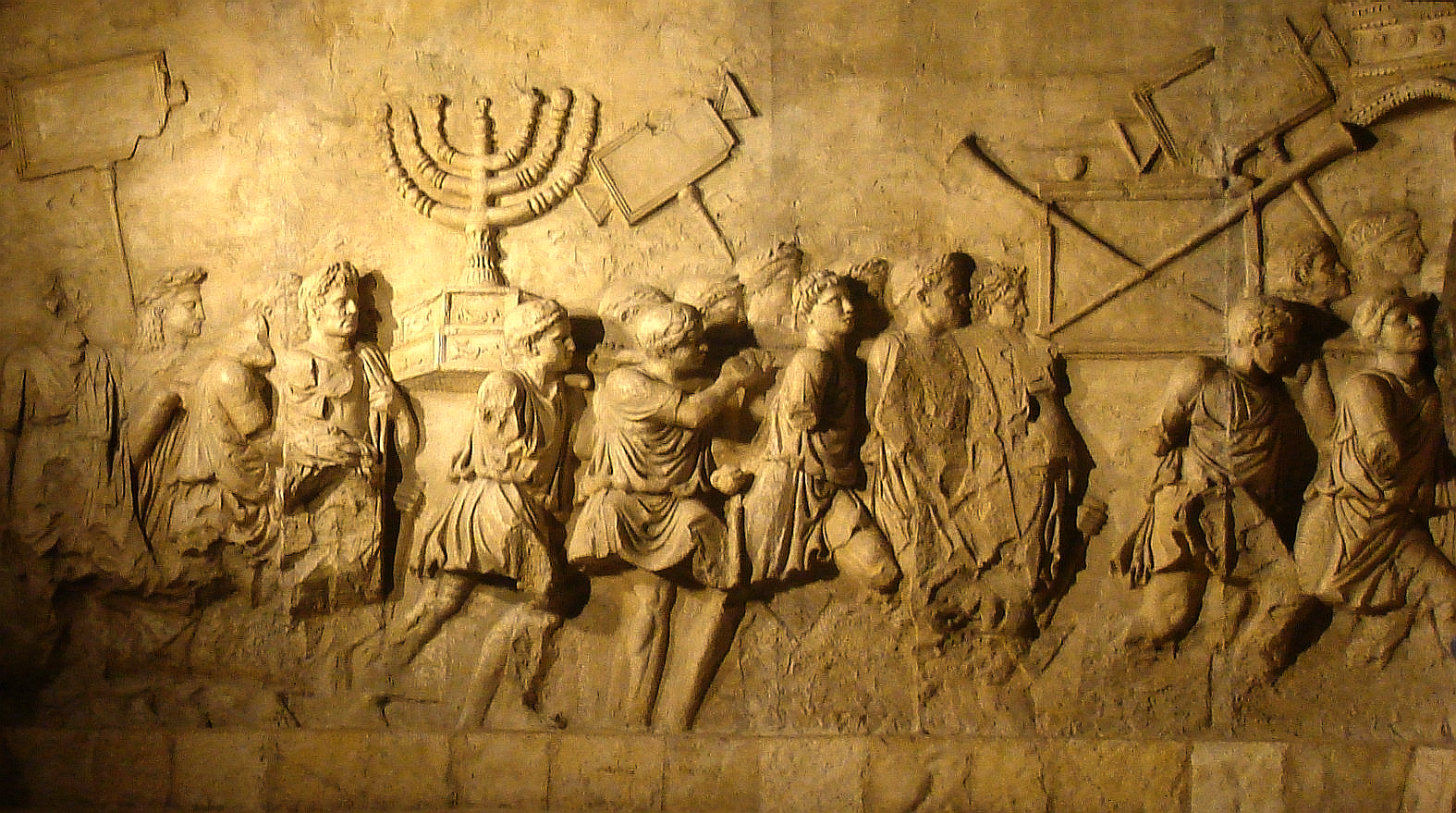
Relief de l'Arc de Titus à Rome représentant une menorah et d'autres objets pillés du Temple de Jérusalem transportés dans un triomphe romain.

En 66, la première guerre judéo-romaine éclate. La révolte est réprimée par les futurs empereurs romains Vespasien puis Titus. Lors du siège de Jérusalem en 70, les Romains détruisent le Temple de Jérusalem et, selon certains témoignages, pillent les objets du culte, tels que la Menorah. Les Juifs ont continué à vivre dans leur pays en nombre important, malgré la guerre de Kitos de 115-117, jusqu'à ce que Sextus Julius Severus ravage la Judée tout en réprimant la révolte de Bar Kokhba de 132 à 136. 985 villages ont été détruits et la population juive du centre de la Judée est anéantie en grande partie, tuée, vendue en esclavage ou forcée de fuir. Bannie de Jérusalem, rebaptisée Aelia Capitolina, la population juive vit désormais centrée sur la Galilée initialement à Yavneh. 
Après les guerres judéo-romaines (66 – 135), Hadrien a remplacé le nom de la province Iudaea par Syrie Palaestina et celui de Jérusalem par Ælia Capitolina pour tenter d'effacer les liens historiques du peuple juif dans la région. De plus, à partir de 70, les juifs et les prosélytes juifs ne sont plus autorisés à pratiquer leur religion que s'ils payent la taxe juive, et après 135 ils sont interdits à Jérusalem, à l'exception du jour de Tisha Beav.

## La diaspora

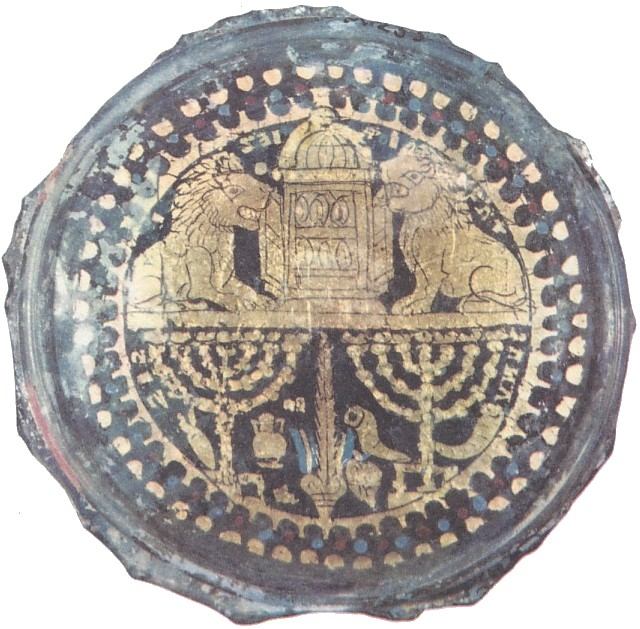
Objets rituels juifs représentés dans un verre d'or du IIe siècle de Rome.

Beaucoup de Juifs de Judée ont été vendus en esclavage, tandis que d'autres sont devenus citoyens d'autres parties de l'Empire romain. Le livre des Actes du Nouveau Testament, ainsi que d'autres textes pauliniens, font fréquemment référence aux grandes populations de juifs hellénisés dans les villes du monde romain. Ces juifs hellénisés n'ont été affectés que par la diaspora dans son sens spirituel, absorbant le sentiment de perte et de sans-abrisme qui est devenu la pierre angulaire de la foi juive, bien soutenu par les persécutions dans diverses parties du monde. La politique de prosélytisme et de conversion au judaïsme, qui a permis de propager la religion juive dans toute la civilisation hellénistique, semble avoir pris fin avec les guerres contre les Romains et la reconstruction des valeurs juives qui a suivi l'ère du Temple. 
Le développement des interprétations de la Torah trouvées dans la Mishna et le Talmud a été d'une importance cruciale pour le remodelage de la tradition juive de la religion basée sur le Temple aux traditions de la diaspora. 

## Période romaine tardive
Malgré l'échec de la révolte de Bar Kokhba, les Juifs sont restés nombreux en terre d'Israël. Ceux qui y sont restés ont vécu de nombreuses expériences et conflits armés contre des occupants successifs de ce territoire. Certains des textes juifs les plus célèbres et les plus importants ont été composés dans les villes israéliennes à cette époque. Le Talmud de Jérusalem, l'achèvement de la Mishna et le système du niqqud en sont des exemples. 
Dans cette période, les Tannaïm et les Amoraïm étaient d'actifs rabbins qui ont organisé et débattu de la loi orale juive. Un catalyseur majeur du judaïsme palestinien est Judah ha-Nasi, qui était un riche rabbin et l'un des derniers tannaïm, interprètes oraux de la loi. Il était en règle avec les figures de l'autorité romaine, ce qui l'aida à devenir patriarche de la communauté juive de Palestine. Les décisions des tannaïm sont contenues dans les compilations Mishna, Baraïta, Tosefta et Midrash. La Mishna a été achevée peu après l'an 200, probablement par Judah haNasi. Les commentaires des amoraïm palestiniens sur la Mishna sont compilés dans le Talmud de Jérusalem, qui a été achevé vers 400, probablement à Tibériade. 
Au début du IIIe siècle, la relation des Juifs et des autorités impériales s'améliore quelque peu et les Juifs bénéficient de la promulgation en 212 de l'édit de Caracalla qui accorde la citoyenneté romaine à tous les habitants non-esclaves de l'Empire.
En 351, la population juive de Sepphoris, sous la direction de Patricius, a déclenché une révolte contre le règne de Constance Gallus, beau-frère de l'empereur Constance II. La révolte fut finalement maîtrisée par le général de Gallus, Ursicinus. 

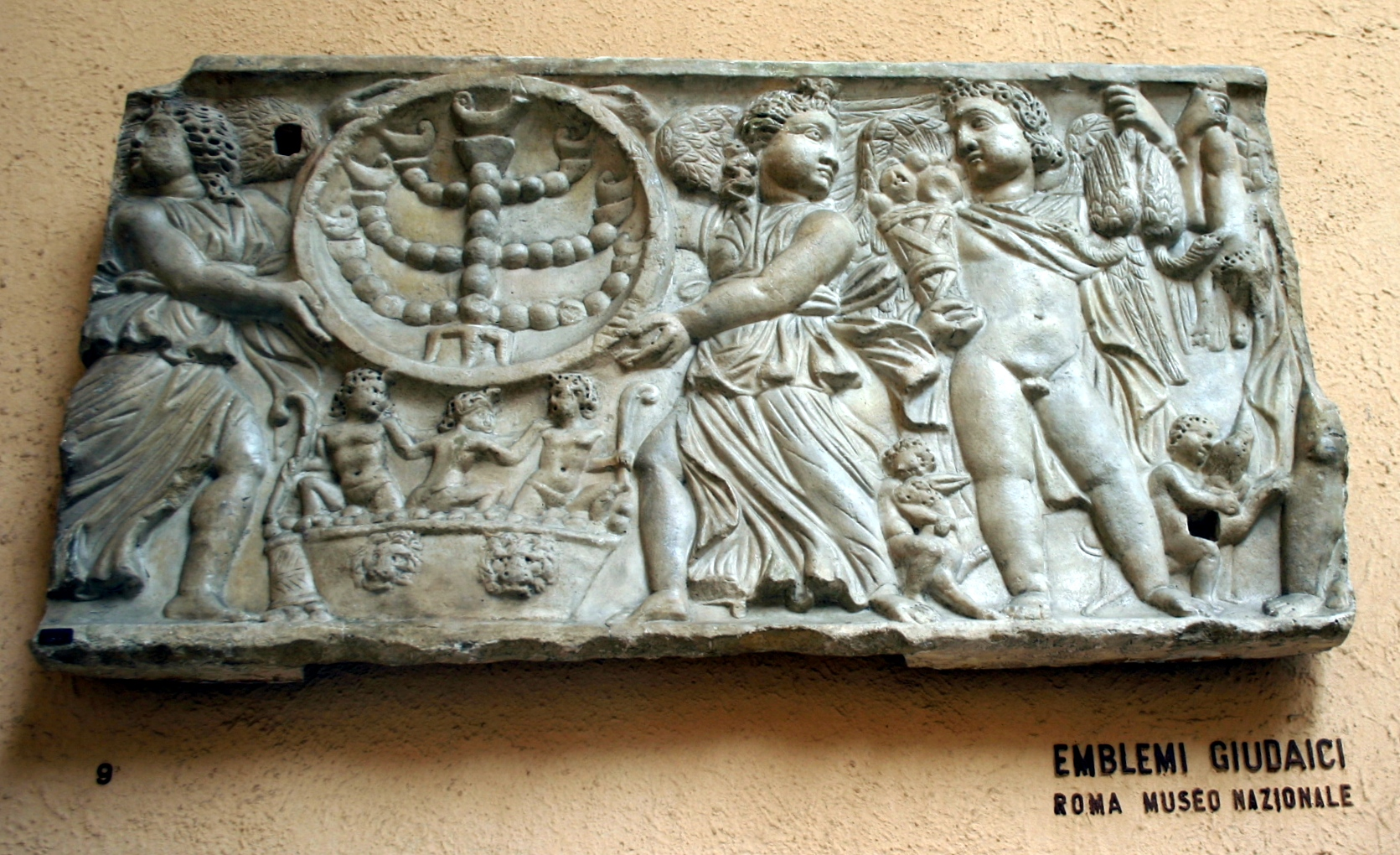
Une paire de putti portant une menorah, sur un moulage d'un relief du IIe siècle ou IIIe siècle (original au Musée national de Rome).

Selon la tradition, en 359, Hillel II a créé le Calendrier hébraïque, qui est un calendrier luni - solaire basé sur les mathématiques plutôt que sur l'observation. Jusque-là, toute la communauté juive en dehors du pays d'Israël dépendait du calendrier d'observation ratifié par le Sanhédrin; cela était nécessaire pour le bon respect des jours saints juifs. Cependant, le risque menaçait les participants à cette règle ainsi que les messagers qui communiquaient leurs décisions à des communautés éloignées. Alors que les persécutions religieuses se poursuivaient, Hillel a décidé de fournir un calendrier autorisé pour tous les temps à venir qui ne dépendait pas de l'observation à Jérusalem. 
Julien, le seul empereur à rejeter le christianisme après la conversion de Constantin, a permis aux Juifs de retourner à « la sainte Jérusalem que vous aspirez depuis longtemps à voir reconstruite » et à reconstruire le Temple. Cependant, Julien a été tué au combat le 26 juin 363 lors de sa campagne ratée contre l'empire sassanide, et le troisième temple n'a pas été reconstruit à cette époque. Ce projet connaît un fort écho dans les sources chrétiennes, mais pas dans les juives.
En 388 un événement survenu dans la ville de Callinicum (actuelle Raqqa, en Syrie) est le prétexte de l'une des premières manifestation de la lutte d'influence entre l'évêque Ambroise de Milan et l'empereur Théodose. Des moines chrétiens encouragés par l'évêque local y ont en effet brûlé la synagogue de la ville ; sollicité, Théodose prononce initialement le châtiment des incendiaires et le financement de la reconstruction par l'évêque mais Ambroise parvient à le faire céder sur ces deux décisions. Cela indique une certaine hostilité d'une partie des dignitaires chrétiens à l'égard des Juifs.
À la suite d'émeutes anti-juives à Minorque, une loi émise le 10 mars 418 par la chancellerie impériale de Ravenne interdit les fonctions militaires et administratives aux Juifs. Cette loi est reprise dans le code de Théodose de 438.   
En 423 il devient interdit de construire de nouvelles synagogues.
Pendant la guerre byzantine – sassanide de 602–628, de nombreux Juifs se sont opposés à l'Empire romain oriental dans la révolte juive contre Héraclius, qui a aidé avec succès les Sassanides perses envahisseurs à conquérir toute l'Égypte romaine et la Syrie. En réaction des mesures anti-juives supplémentaires ont été adoptées dans tout le royaume romain oriental et jusqu'à la France mérovingienne. Peu de temps après, en 634, les conquêtes musulmanes ont commencé, au cours desquelles de nombreux Juifs se sont à nouveau levés contre leurs dirigeants romains d'Orient. 

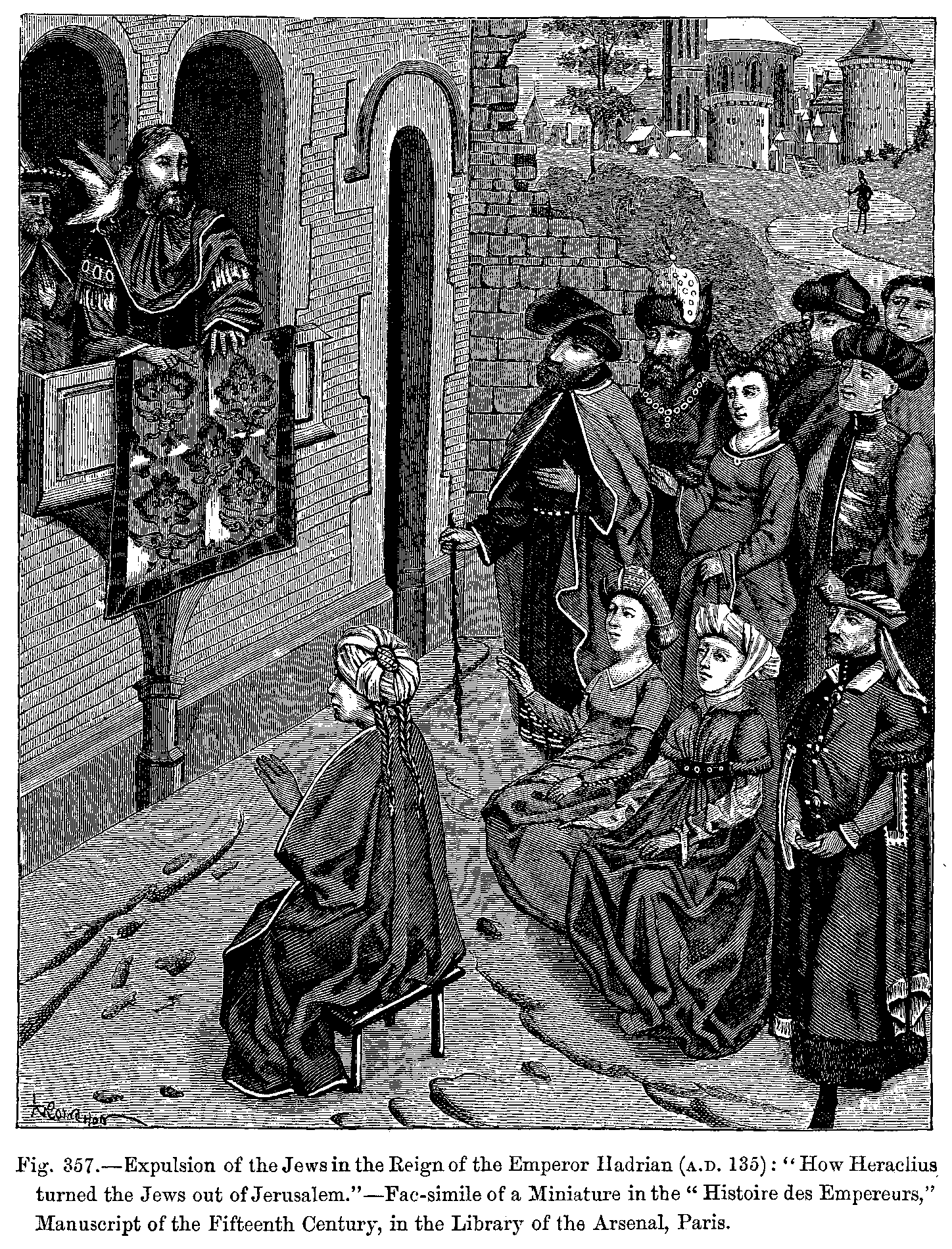
Expulsion des Juifs sous le règne de l’Empereur Hadrien (135 apr. J.-C.): Comment Héraclius a chassé les Juifs de Jérusalem. (Fac-similé d’une miniature de l’Histoire des Empereurs, manuscrit du XVe siècle, in the Bibliothèque de l'Arsenal, Paris.)

Après la Grande Révolte du Ier siècle et la révolte de Bar Kokhba du IIe siècle , la destruction de la Judée a exercé une influence décisive sur la dispersion du peuple juif à travers le monde, alors que le centre de culte passait du Temple à l'autorité rabbinique. 
Certains Juifs ont été vendus comme esclaves ou transportés en captivité après la chute de la Judée, d'autres ont rejoint la diaspora existante, tandis que certains sont restés en Judée et ont commencé à travailler sur le Talmud de Jérusalem. Les Juifs de la diaspora étaient généralement acceptés dans l'Empire romain, mais avec la montée du christianisme, les restrictions ont augmenté. Les expulsions et les persécutions forcées ont entraîné des changements substantiels dans les centres internationaux de la vie juive auxquels les communautés éloignées se tournaient souvent, même si elles n'étaient pas toujours unifiées en raison de la dispersion du peuple juif lui-même. Les communautés juives ont ainsi été en grande partie expulsées de Judée et envoyées dans diverses provinces romaines du Moyen-Orient, d'Europe et d'Afrique du Nord. La communauté juive romaine est venue développer un caractère associé à la classe moyenne urbaine à l'époque moderne.

## Voir également
- Histoire des juifs
- Histoire des juifs en Égypte
- Histoire des Juifs en Italie
  - Histoire des Juifs de Livourne
  - Histoire des Juifs en Sicile
- Histoire des Juifs en Terre d'Israël